# Sport Colombia
Club Sport Colombia jest paragwajskim klubem piłkarskim z siedzibą w mieście Fernando de la Mora.

## Osiągnięcia
- Mistrz drugiej ligi paragwajskiej (Segunda división paraguaya) (6): 1940, 1944, 1945, 1950, 1985, 1992
- Mistrz trzeciej ligi paragwajskiej (Primera de Ascenso) (3): 1944, 1969, 2007

## Historia
Klub założony został 1 listopada 1924 roku i gra obecnie (w 2010 roku) w pierwszej lidze paragwajskiej (Primera división paraguaya). W roku 1987 oddano do użytku stadion klubu Estadio Alfonso Colmán.